# Резервисты и Академия ФК «Ливерпуль»
Резервная команда «Ливерпуль» (англ. Liverpool F.C. Reserves) — резервисты английского футбольного клуба «Ливерпуль». Выступают в Северной резервной Премьер-лиге. Они стали чемпионами своего дивизиона в 2000 году. Главный тренер — Родольфо Боррель.
Молодёжная академия «Ливерпуля» (англ. Liverpool F.C. Academy) — молодёжная академия английского футбольного клуба «Ливерпуль».

## Академия

### Партнёры Академии «Ливерпуль»
Академия обладает рядом футбольных школ на основе партнёрских связей с футбольными клубами, коммерческими и спортивными организации за пределами Англии:

#### Европа
- Мальчишеский футбольный клуб Святого Кевина (Ирландия)[1]
- Мальчишеский футбольный клуб Святого Джозефа (Ирландия)
- Брей Уондерерс (Ирландия)[2]
- Генк (Бельгия)[3]
- МТК (Венгрия)
- Кипр и Греция[4]
- Международная академия футбола моя Норвегия Норвегия[5]
- Международная академия футбола Швеция[6]
- Международная академия футбола Дания[7]
- Северная Ирландия[8]

#### Америка
- Динамо Юниорс из Центрального Техаса (США)[9]
- Арлекино Спортивная Академия (Святой Винсент)[10]

#### Ближний Восток
- Мэдинасти Спортивный Клуб (Египет)[11]

#### Азия
- Международная Академия и Футбольная Школа (LFCIASS) (Индонезия)[12]

## Резерв

### Академия (до 18)[13]
| №  |                   | Поз. | Имя             | Год рождения |
| -- | ----------------- | ---- | --------------- | ------------ |
|    | Англия            | Вр   | Оскар Келли     | 2002         |
|    | Польша            | Вр   | Якуб Ойржиньски | 2003         |
|    | Польша            | Вр   | Фабиан Мрозек   | 2003         |
|    | Англия            | Вр   | Харви Дэвис     | 2003         |
|    | Англия            | Защ  | Джарелл Куанса  | 2003         |
|    | Англия            | Защ  | Ли Джонас       | 2004         |
| 89 | Франция           | Защ  | Билли Куметио * | 2002         |
|    | Англия            | Защ  | Люк Чемберс     | 2004         |
|    | Англия            | Защ  | Джеймс Норрис   | 2003         |
|    | Северная Ирландия | Защ  | Конор Брэдли    | 2003         |
|    | Англия            | Защ  | Шон Уилсон      | 2003         |

| № |        | Поз. | Имя               | Год рождения |
| - | ------ | ---- | ----------------- | ------------ |
|   | Англия | ПЗ   | Доминик Корнесс   | 2003         |
|   | Англия | ПЗ   | Тайлер Мортон     | 2002         |
|   | Англия | ПЗ   | Макс Уолтмэн      | 2003         |
|   | Англия | ПЗ   | Люка Стевенсон    | 2003         |
|   | Англия | ПЗ   | Томас Хилл        | 2002         |
|   | Англия | ПЗ   | Джеймс Балагизи   | 2003         |
|   | Англия | Нап  | Харви Блэр        | 2003         |
|   | Польша | Нап  | Матеуш Мусяловски | 2003         |
|   | Англия | Нап  | Окли Каннонир     | 2004         |
|   | Англия | Нап  | Лейтон Стюарт     | 2002         |

### Резервисты (до 23)[14]
| №  |                   | Поз. | Имя              | Год рождения |
| -- | ----------------- | ---- | ---------------- | ------------ |
|    | Бразилия          | Вр   | Марсело Питалуга | 2002         |
| 62 | Ирландия          | Вр   | Куивин Келлехер* | 1998         |
|    | Чехия             | Вр   | Витезслав Ярош   | 2001         |
|    | Англия            | Вр   | Бен Уинтерботтом | 2001         |
| 47 | Англия            | Защ  | Натаниэл Филиппс | 1997         |
|    | Англия            | Защ  | Рис Уильямс      | 2001         |
|    | Англия            | Защ  | Реми Саваж       | 2001         |
|    | Шотландия         | Защ  | Том Клейтон      | 2000         |
| 65 | Франция           | Защ  | Яссер Ларучи *   | 2001         |
| 56 | Шотландия         | Защ  | Тони Галлахер    | 2001         |
|    | Колумбия          | Защ  | Андерсон Арройо  | 1999         |
|    | Уэльс             | Защ  | Оуэн Бек         | 2002         |
| 76 | Уэльс             | Защ  | Неко Уильямс*    | 2001         |
|    | Северная Ирландия | ПЗ   | Лиам Койл        | 1999         |

| №  |                           | Поз. | Имя                   | Год рождения |
| -- | ------------------------- | ---- | --------------------- | ------------ |
|    | Англия                    | ПЗ   | Лейтон Кларксон       | 2001         |
| 17 | Англия                    | ПЗ   | Кертис Джонс*         | 2001         |
|    | Англия                    | ПЗ   | Херби Кейн            | 2001         |
|    | Англия                    | ПЗ   | Абди Шариф            | 2001         |
|    | Соединённые Штаты Америки | ПЗ   | Маттео Ритаччио       | 2001         |
| 69 | Англия                    | ПЗ   | Элайджа Диксон-Боннер | 2001         |
|    | Босния и Герцеговина      | ПЗ   | Дал Верешанович       | 2001         |
|    | Англия                    | ПЗ   | Джек Бирн             | 2001         |
|    | Англия                    | ПЗ   | Джек Кэйн             | 2001         |
| 75 | Англия                    | Нап  | Луис Лонгстафф        | 2001         |
| 67 | Англия                    | Нап  | Харви Эллиотт*        | 2003         |
| 63 | Германия                  | Нап  | Пол Глятцель          | 2001         |
| 49 | Канада                    | Нап  | Лиам Миллар           | 1999         |
|    | Англия                    | Нап  | Фидель О'Рурк         | 2002         |
| 53 | Англия                    | Нап  | Джо Харди             | 1998         |

Примечание: * игрок привлекаемый к первой команде ФК «Ливерпуль»

## Персонал

### Все тренеры резерва
- Боб Пейсли (1954—1957)
- Джо Фэган (1971—1974)
- Рой Эванс (1975—1984)
- Крис Лоулер (1984—1986)[15]
- Фил Томсон (1986—1992)
- Сэмми Ли (1993—1998)
- Джо Корриган (1998—2002)
- Хьюги Маколи (2003—2006)
- Гари Аблетт (2006—2009)
- Джон МакМахон (2009—2011)
- Хосе Сегура (и. о.) (2011)
- Родольфо Боррель (2011-2012)
- Алекс Инглторп (2012-2014)
- Майкл Бил (2014-2016)
- Майкл Гэррити (2016-2017)
- Нил Критчли (2017-2020)
- Барри Льютас[16] (2020-н.в.)

## Награды

### Резерв

#### Чемпионства в Лигах
- Центральная Лига / Северная резервная Премьер-лига: 18
  - 1956/57, 1968/69, 1969/70, 1970/71, 1972/73, 1973/74, 1974/75, 1975/76, 1976/77, 1978/79, 1979/80, 1980/81, 1981/82, 1983/84, 1984/85, 1989/90, 1999/00, 2007/08
- Победитель плей-офф Национальной премьер-лиги для резервистов: 1
  - 2007/08,
- Ланкаширская Комбинация: 2
  - 1896/97, 1899/00

#### Победы в Кубках
- Большой кубок Ливерпуля: 40
  - 1893, 1901, 1902, 1903, 1905, 1907, 1909, 1910 (разделённый), 1912 (разделённый), 1913, 1915, 1920, 1925, 1927, 1929, 1930, 1934 (разделённый), 1936 (разделённый), 1937, 1939, 1942, 1943, 1946, 1947, 1948, 1951, 1952, 1962, 1964 (разделённый), 1968, 1977, 1980, 1981, 1982 (разделённый), 1997, 1998, 2002, 2004, 2009, 2010
- Большой кубок Ланкашира: 11
  - 1919, 1920 (разделённый), 1924, 1931, 1933, 1944, 1947, 1956, 1959, 1973, 2010
- Ливерпульский кубок Вызова: 4 [17]
  - 1954, 1959, 1960, 1961

### Академия

#### Чемпионства в Лигах
- Академическая Премьер-лига Англии до 19: 1 
  - 2001/02[18]
- Академическая Премьер-лига Англии до 17: 1 
  - 2001/02[18]
- Ланкаширская Лига Первого Дивизиона: 6 [19]
  - 1965/66, 1967/68, 1968/69, 1971/72, 1977/78, 1982/83
- Ланкаширская Лига Второго Дивизиона: 7 [20]
  - 1961/62, 1965/66, 1967/68, 1972/73, 1975/76, 1976/77, 1992/93
- Ланкаширская Лига Третьего Дивизиона: 1 [21]
  - 1960/61

#### Победы в Кубках
- Молодёжный кубок Англии: 3
  - 1996, 2006, 2007
- Молодёжный кубок Ливерпуля: 3 [22]
  - 1954, 1956, 1958
- Кубок Ланкаширской Лиги Первого Дивизиона: 3 [23]
  - 1960, 1966, 1967
- Кубок Ланкаширской Лиги Второго Дивизиона: 5 [24]
  - 1962, 1966, 1967, 1973, 1980
- Кубок Ланкаширской Лиги Третьего Дивизиона: 1 [25]
  - 1961

## Известные выпускники
Молодёжная система Ливерпуля успешно работает на протяжении долгих лет, многие игроки, которые прошли через молодёжные команды попали в первую и оказали значительное влияние на развитие команды.
| - Харолд Бартон - Карл Дон - Альф Хансон | - Джек Паркинсон - Сид Робертс |

| - Билл Джонс - Терри Ньютон - Билли Лиддел | - Джимми Пейн - Эдди Спайсер |

| - Алан А'Курт - Эрик Андерсон - Джерри Берн - Бобби Кэмпбелл | - Дон Кэмбелл - Джимми Мелиа - Ронни Моран - Рой Сондерс |

| - Альф Эрроусмит - Фил Боерсма - Иан Каллаган - Бобби Грэхем | - Крис Лоулер - Иан Росс - Томми Смит - Фил Томсон |

| - Джимми Касе - Дэвид Фэрклоф - Колин Ирвин | - Сэмми Ли - Джон Маклафлин |

| - Гари Аблетт - Майк Марш | - Стив Стонтон - Ронни Уилан |

| - Джейми Каррагер - Робби Фаулер - Стивен Джеррард - Рики Ламберт | - Стив МакМанаман - Майкл Оуэн - Дэвид Томпсон - Стивен Райт |

| - Мартин Келли - Нил Меллор - Стивен Уорнок - Эмилиано Инсуа - Джей Спиринг |

| - Рахим Стерлинг - Джордон Айб - Джон Флэнаган - Сусо - Джек Робинсон - Трент Александер-Арнольд |

|  | Статья содержит ошибки и/или опечатки. Необходимо проверить её на соответствие грамматическим, орфографическим или пунктуационным нормам русского языка. (14 января 2022) |

|  | 1950- - Кит Буркиншэв - Джо Мэлони | 1960- - Тед Макдугалл | 1970- - Джон Гидман - Томми Тайнан | 1980- - Кен ДэМенджи - Брайан Муни - Кевин Шиди - Алан Харпер - Джон Дурнин - Ховард Гейл - Пол Джуэлл - Майк Ньюэлл - Колин Рассел - Марк Сигрэйвы - Дейв Уотсон | 1990- - Джим Меджилтон - Ники Риццо - Тони Уорнер - Пол Далглиш - Фил Чарнок - Алекс Уотсон - Гарет Робертс - Джейсон Коусмос - Дэнни Уильямс | 2000- - Даниэль Сйолунд - Ричи Партридж - Даррен Поттер - Джимми Райан - Шейн О `Коннор - Зак Уитбред - Габриэль Палетта - Астрит Айдаревич - Мики Роке - Джон Ньюби - Алан Наварро - Джон Остемобор - Джон Уэлш - Дэвид Ревин - Дэнни О'Доннелл - Дэнни Гатри - Стивен Гиллеспи - Крейг Линдфилд - Чарли Барнетт - Джеймс Смит - Ли Пелтьер - Пол Андерсон - Адам Хэммилл - Джек Хоббс | 2010- - Крис Мавинга - Виктор Паульссон - Робби Трелфолл - Том Инс - Микель Сан-Хосе - Даниэль Айала - Никола Сарич - Кристиан Немет - Александр Качаниклич - Лаури Далла Валле - Гари Маккей-Стивен - Дэнни Уорд |